# Жоугань
Жоугань — китайский солено-сладкий вяленый мясной продукт, похожий на вяленое мясо.
Жоугань изготавливается с использованием техники консервирования и приготовления мяса, пришедшей из Китая. Общий метод производства оставался практически неизменным на протяжении долгих лет, но технологии постепенно совершенствовались. Традиционно ее готовят из свинины, говядины или баранины, которую готовят со специями, сахаром, поваренной солью и соевым соусом, а затем сушат при температуре около 50–60 °C до конечной активности воды от 0,60 до 0,69.
В настоящее время предпочтение отдается продуктам с более мягкой текстурой, более светлым цветом и меньшим содержанием сахара. Продукты типа жоугань шафу имеют более высокое содержание воды, и, следовательно, более мягкую текстуру и меньшее содержание сахара. В то время как традиционная жоугань имеет водную активность ниже 0,7, жоугань шафу, как правило, ближе к водной активности около 0,79. Тем не менее, жоугань шафу может иметь схожий срок хранения с другими видами жоугань.

Жоугань очень популярна в Сингапуре и Малайзии, где ее традиционно едят во время китайского Нового года. Когда китайские иммигранты привезли это блюдо в Сингапур и Малайзию, он начал приобретать местные особенности. Ярким примером является приготовление жоугань, когда мясо жарят на углях, а не сушат на воздухе, что придает мясу более копченый привкус. Сингапурские и малазийские версии жоугань также слаще своих аналогов из материкового Китая, и было разработано множество различных вариаций, чтобы соответствовать местным вкусам, например, жоугань с чили.

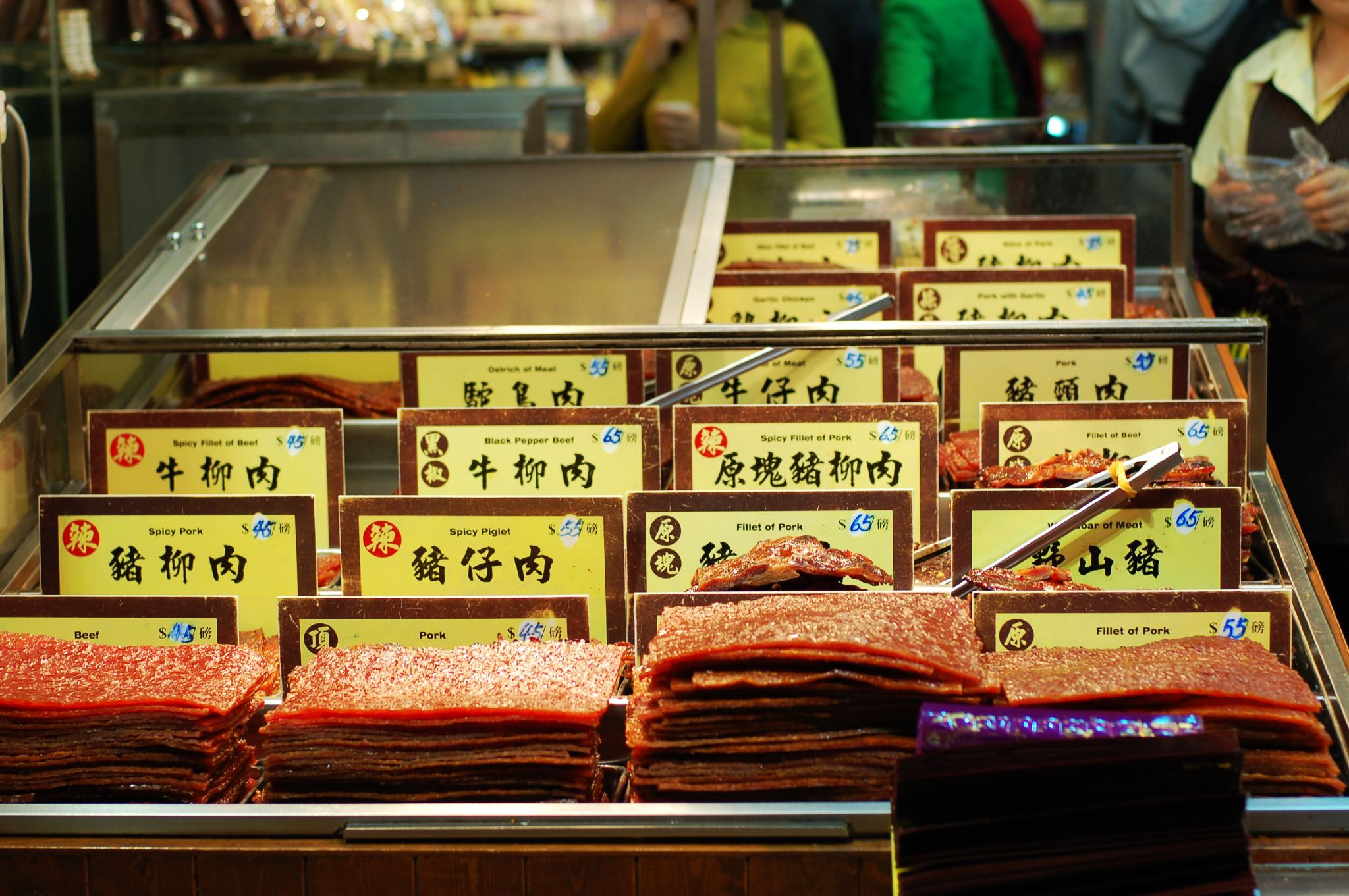
Различные виды жоугань на прилавке, Гонконг
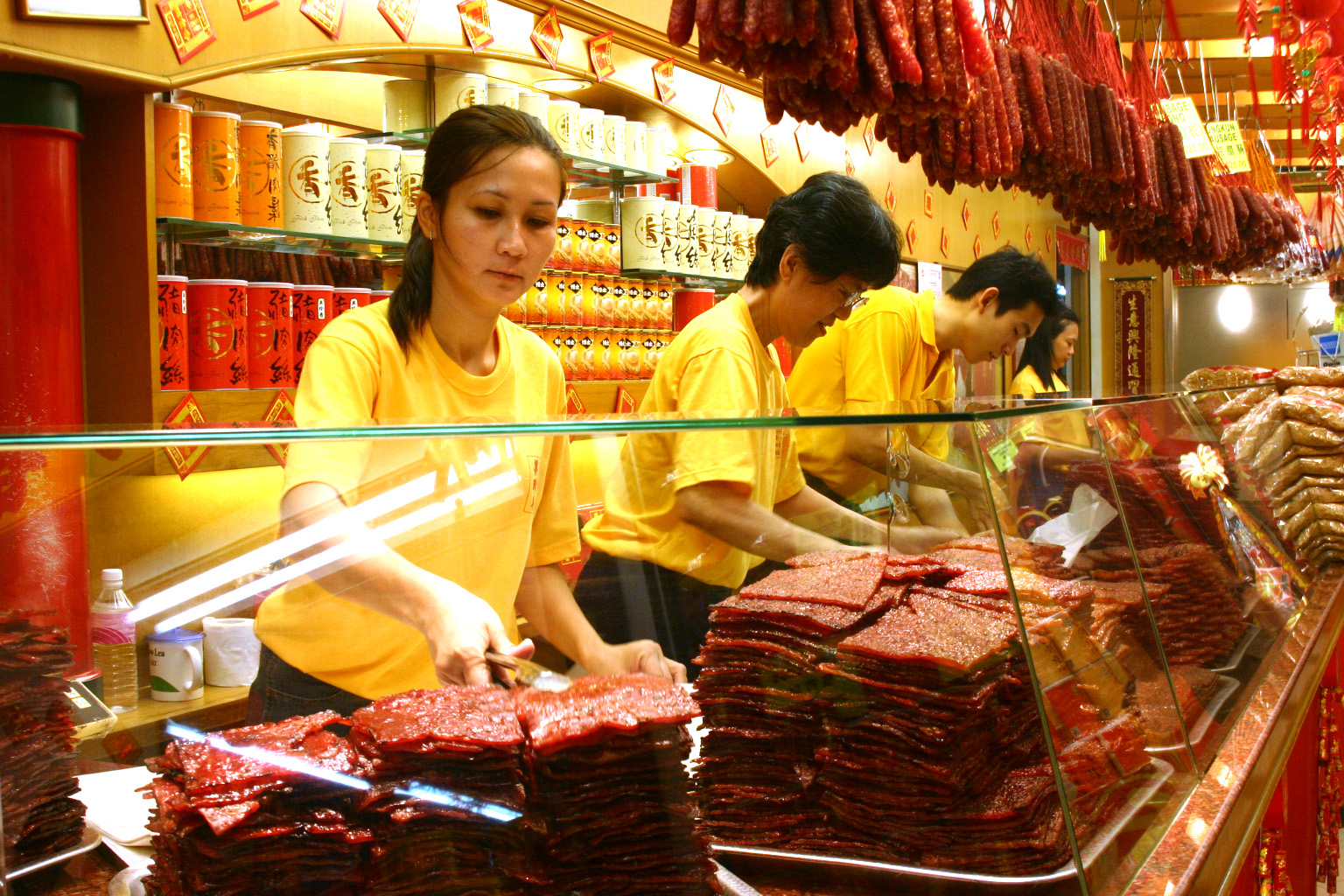
Жоугань в магазине Bee Bee Cheng Hiang[англ.]в Сингапуре